# جونيور وليامز
جونيور وليامز (3 نوفمبر 1987 - ) هو لاعب كرة قدم غرينادا في مركز الوسط.

## وصلات خارجية
- جونيور وليامز على موقع قاعدة بيانات كرة القدم.إي يو (الإنجليزية)
- جونيور وليامز على موقع ناشيونال فوتبول تيمز (الإنجليزية)
- جونيور وليامز على موقع عالم كرة القدم.نت (الإنجليزية)